# 藤原輔嗣
藤原 輔嗣（ふじわら の すけつぐ）は、平安時代初期から前期にかけての公卿。藤原北家、大納言・藤原真楯の曾孫。肥後守・藤原永貞の子。官位は従三位・刑部卿。

## 経歴
弘仁14年（823年）淳和天皇の即位に伴い、従六位上から三階昇進して従五位下に叙せられ、天長2年（825年）従五位上に昇進する。のち淳和朝にて内蔵頭を務める。
承和7年（840年）5月淳和上皇の崩御の際、御装束司を務める（この時の位階は正五位下）。同年7月越前守として地方官に転任する。その後、承和11年（844年）従四位下、仁寿3年（853年）従四位上と昇進する一方で、阿波守を務める。
清和朝の天安3年（859年）刑部卿に任ぜられて京官に復し、翌貞観2年（860年）には三階の昇叙により従三位となって公卿に列した。

## 官歴
『六国史』による。
- 時期不詳：従六位上
- 弘仁14年（823年） 4月27日：従五位下
- 天長2年（825年） 正月4日：従五位上
- 天長8年（831年） 9月22日：見内蔵頭
- 時期不詳：正五位下
- 承和7年（840年） 5月：御装束司（淳和上皇崩御）。7月22日：越前守
- 承和11年（844年） 正月7日：従四位下
- 仁寿3年（853年） 正月7日：従四位上
- 斉衡2年（855年） 正月15日：阿波守
- 天安3年（859年） 2月13日：刑部卿、阿波守如元
- 貞観2年（860年） 11月16日：従三位（越階）

## 系譜
『尊卑分脈』による。
- 父：藤原永貞
- 母：伊氏女
- 生母不詳の子女
  - 男子：藤原行直